# Lola Young
Lola Emily Mary Young, conosciuta semplicemente come Lola Young (Londra, 4 gennaio 2001), è una cantautrice britannica.
Tra il 2024 e il 2025 si è imposta all'attenzione internazionale grazie al singolo di successo Messy, tratto dall'album in studio This Wasn't Meant for You Anyway.

## Biografia

### Infanzia ed esordi
Lola Young è nata nel borgo londinese di Croydon ed è cresciuta a Beckenham, nel borgo di Bromley, entrambi siti nella zona sud della città. Il padre è un bassista di origini giamaicane e cinesi, mentre la madre è la nipote di Julia Donaldson, autrice diventata nota per aver scritto il poema per bambini A spasso col mostro. Si è avvicinata al mondo della musica all'età di sei anni, quando ha iniziato a prendere lezioni di canto, pianoforte e chitarra, mentre ha cominciato a comporre i testi delle proprie canzoni cinque anni più tardi.
A quindici anni, Young ha preso parte alla competizione musicale Open Mic UK, vincendo grazie al brano Never Enough e assicurandosi un montepremi di 5000 £ e una consulenza con Future Music per sviluppare la propria carriera musicale. In seguito, ha conseguito gli studi preso la prestigiosa BRIT School da cui si diploma nel 2018. Nel 2016 ha preso parte a una nuova competizione musicale, Got What It Takes?, classificandosi come finalista. Nel 2018 viene avvicinata da Nick Shymansky, ex manager di Amy Winehouse, e Nick Huggett, che aveva lanciato la carriera di Adele, i quali diventeranno i suoi manager.

### 2019-2023:My Mind Wanders and Sometimes Leaves Completely
Nel 2019, dopo aver firmato un contratto discografico con Island Records, viene pubblicato l'EP Intro. Nell'aprile 2020 ha fatto seguito Renaissance, mentre nell'agosto 2021 After Midnight. Sempre nel 2021, si fa conoscere in patria per aver interpretato una propria versione del brano Together in Electric Dreams di Giorgio Moroder e Philip Oakey, impiegata per la campagna natalizia di John Lewis & Partners. A fine anno, viene candidata per la prima volta ai BRIT Awards 2022 come star in ascesa e viene inclusa tra i finalisti del sondaggio Sound of... dell'emittente britannica BBC, classificandosi in quest'ultima circostanza quarta.
Nel maggio 2023 Young pubblica il suo album in studio di debutto, My Mind Wanders And Sometimes Leaves Completely. I singoli apri-pista Stream of Consciousness e What Is It About Me sono stati messi in commercio tra novembre 2022 e marzo 2023. Nel marzo 2024 ha tenuto un tour promozionale per l'album in Regno Unito.

### 2024-presente:This Wasn't Meant for You AnywayeI'm Only F**king Myself
Il 21 giugno 2024 viene reso disponibile il secondo album della cantante, This Wasn't Meant for You Anyway, composto da undici tracce e registrato a Los Angeles. L'ultimo dei sei singoli che ne hanno preceduto la pubblicazione, Messy, ha acquisito popolarità attraverso la piattaforma TikTok e a partire dall'inverno 2024 ha trovato successo internazionale, raggiungendo la prima posizione in Australia, Irlanda e Regno Unito.
Nell'ottobre 2024 è figurata come artista ospite nell'album del rapper statunitense Tyler, the Creator Chromakopia, contribuendo vocalmente alla traccia Like Him. La prima pubblicazione solista dopo il successo di Messy è stata One Thing, singolo che anticipa l'uscita imminente del terzo album di inediti della cantante, intitolato I'm Only F**king Myself. Altri due estratti, Not like That Anymore e Dealer, hanno anticipato il progetto.

## Discografia

### Album in studio
- 2023 – My Mind Wanders and Sometimes Leaves Completely
- 2024 – This Wasn't Meant for You Anyway

### EP
- 2019 – Intro
- 2020 – Renaissance
- 2021 – After Midnight

### Singoli
- 2021 – Woman
- 2021 – Ruin My Make Up
- 2021 – Bad Tattoo
- 2021 – Blue (2AM)
- 2021 – Fake
- 2021 – Together in Electric Dreams
- 2022 – So Sorry
- 2022 – Stream of Consciousness
- 2023 – What Is It About Me
- 2023 – Conceited
- 2024 – Wish You Were Dead
- 2024 – Intrusive Thoughts
- 2024 – Big Brown Eyes
- 2024 – Fuck
- 2024 – Messy
- 2024 – Flicker of Light
- 2024 – Charlie (feat. Lil Yachty)
- 2025 – One Thing
- 2025 – Not like That Anymore
- 2025 – Dealer

### Collaborazioni
- 2025 – Like Him (Tyler, the Creator feat. Lola Young)

## Tournée

### Come artista principale
- 2024/25 – This Wasn't Meant for You Anyway Tour
- 2025 – I'm Only F**king Myself Tour

### Come artista d'apertura
- 2022 – Mercury World Tour degli Imagine Dragons
- 2024 – The Trilogy Tour di Melanie Martinez
- 2025 – Hit Me Hard and Soft: the Tour di Billie Eilish